# Гуннарссон, Эверт
Свен Эверт Гуннарссон (швед. Sven Evert Gunnarsson; род. 28 декабря 1929, Юнгшиле — 30 ноября 2022, Кунгэльв) — шведский гребец, выступавший за национальную сборную Швеции по академической гребле в конце 1940-х — середине 1950-х годов. Чемпион Европы, серебряный призёр Олимпийских игр в Мельбурне, победитель регат национального и международного значения.

## Биография
Эверт Гуннарссон родился 28 декабря 1929 года в поселении Юнгшиле лена Вестра-Гёталанд, Швеция. Проходил подготовку в Кунгэльве в местных гребных клубах Kungälvs RK и Roddklubben Three Towns.
Впервые заявил о себе как спортсмен в 1948 году, когда вошёл в основной состав шведской национальной сборной и благодаря череде удачных выступлений удостоился права защищать честь страны на летних Олимпийских играх в Лондоне. Выступал в зачёте двухместных распашных экипажей без рулевого вместе с напарником Бернтом Торбернтссоном, тем не менее, попасть в число призёров не смог, выбыв из борьбы за медали уже после первых квалификационных этапов.
Наибольшего успеха в своей спортивной карьере добился в сезоне 1949 года, когда побывал на чемпионате Европы в Амстердаме и привёз оттуда награду золотого достоинства, выигранную в безрульных двойках — они с Торбернтссоном обошли всех своих соперников на дистанции.
Находясь в числе лидеров гребной команды Швеции, Гуннарссон благополучно прошёл отбор на Олимпийские игры 1952 года в Хельсинки. Вновь стартовал с Бернтом Торбернтссоном в распашных безрульных двойках — на сей раз они добрались до стадии полуфиналов, но в полуфинальном заезде вновь выступили не очень удачно.
После хельсинкской Олимпиады Эверт Гуннарссон остался в составе шведской национальной сборной и продолжил принимать участие в крупнейших международных регатах. Так, в 1955 году он побывал на европейском первенстве в Генте, где стал серебряным призёром в распашных четвёрках и восьмёрках с рулевым.
В 1956 году отправился на Олимпийские игры в Мельбурне — вместе с шведской рулевой четвёркой завоевал серебряную олимпийскую медаль, уступив в финале только команде Италии, тогда как в восьмёрках остановился в шаге от попадания на пьедестал почёта, расположившись в итоговом протоколе соревнований на четвёртой строке. Вскоре по окончании этой Олимпиады принял решение завершить карьеру профессионального спортсмена, уступив место в сборной молодым шведским гребцам.